# Carl-Magnus Dellow
Carl-Magnus Dellow (født 25. oktober 1951) er en svensk skuespiller. 
Dellow studerede på Teaterhögskolan i Stockholm fra 1974 til 1977. Efter endt uddannelse begyndte han at arbejde på Norrbottensteatern. Han har også været engageret ved Folkteatern i Gävleborg og Dramaten i Stockholm.

## Udvalgt filmografi
- Tre kärlekar (tv-serie, 1991)
- Søndagsbarn (1992)
- Slangebøssen (1993)
- Manden på balkonen (1993)
- Sunes sommer (1993)
- Tre kronor (tv-serie, 1994)
- Jönssonligans största kupp (1995)
- Rederiet (tv-serie, 1995)
- Zonen (tv-serie, 1996)
- Anna Holt - Polis (tv-serie, 1996)
- Reine og Mimmi i fjeldet (1997)
- Pistvakt (tv-serie, 1998-2000)
- C/o Segemyhr (tv-serie, 1999)
- Hamilton (tv-serie, 2001)
- LasseMajas detektivbyrå (tv-serie, 2006)
- Solsidan (tv-serie, 2011)
- Tyvenes jul (julekalender, 2011)
- Atlantic Crossing (tv-serie, 2020)